# جوز فنزويلي
جوز فنزويلي (الاسم العلمي:Juglans venezuelensis) هو نوع من النباتات يتبع جنس الجوز من الفصيلة الجوزية.